# Serrat de Puiner
El Serrat de Puiner és una muntanya de 1.153 metres que es troba al municipi de les Llosses, a la comarca catalana del Ripollès.